# Palicourea consobrina
Palicourea consobrina är en måreväxtart som beskrevs av Paul Carpenter Standley. Palicourea consobrina ingår i släktet Palicourea och familjen måreväxter. IUCN kategoriserar arten globalt som sårbar.
Artens utbredningsområde är Peru. Inga underarter finns listade i Catalogue of Life.